# ラーメン大好き小泉さん
『ラーメン大好き小泉さん』（ラーメンだいすきこいずみさん、Ms. Koizumi loves ramen noodles.）は、鳴見なるによる日本の漫画作品およびそれを原作とするメディアミックス作品群。本格派ラーメングラフィティ。通称『小泉さん』。2023年7月時点で累計発行部数は300万部を記録している。
2013年、『まんがライフSTORIA』（竹書房）で連載開始。2019年9月号で同誌が休刊した後は、以前から再掲載のあったウェブコミック配信サイト『ストーリアダッシュ』に2020年3月6日より第64話から最新話が移籍。2024年2月23日の第83話をもって『ストーリアダッシュ』での連載を終了。以降はレーベルを秋田書店に移籍し、『月刊少年チャンピオン』および「秋田書店web漫画サイト」にて読み切りや第1話などの掲載の後、2024年10月発売の11月号から連載を開始。
竹書房時代は出張版を同社の漫画雑誌に掲載することも多く、『まんがライフ』 2013年12月号・2014年10月号・同年12月号・2017年5月号・2019年10月号、『まんがくらぶ』2019年11月号、『まんがライフオリジナル』2014年11月号・2020年4月号、『月刊キスカ』2019年12月号、『近代麻雀』2020年2月号、『本当にあった愉快な話』2020年7月号に掲載している。また、『まんがライフセレクション』2015年8月増刊号・2018年2月増刊号にて、描き下ろし作品を含む本作の特集号も刊行された。
KADOKAWAのラーメンを扱う専門情報誌『ラーメンWalker』東京23区 2016・東京23区 2017・東海 2018に、特別編を掲載したこともある。

## あらすじ
女子高生・大澤悠のクラスに、小泉さんが転校して来る。無口でミステリアスな小泉さんだが、実は彼女は日ごと美味しいラーメンを求める、ラーメンマニアだった。東京近郊の関東首都圏が舞台とされ、「大阪が遠くてなかなか行けないが、東京なら行ける」という設定がある。

## 登場人物
声はアニメ版の声優、演はドラマ版の出演者とする。

### 主要人物
小泉さん（こいずみさん）
声 - 竹達彩奈 / 演 - 早見あかり（初代）、桜田ひより（二代目）
本作の主人公。高校1年生。身長152cm。
物語開始の数か月前に転校してきた物静かな転校生。作中を通じ、未だにフルネームが明かされていない。見た目はロングウェーブ（金髪ではなくかん水の黄色のイメージ）が魅力的な美少女だが、その実態はラーメンをこよなく愛する大のラーメンマニア。
基本的にラーメン以外のことは興味がなく、社交性・協調性が著しく欠けているため、転校後は友人が1人もいなかった。また、時折ナンパされることもあるが、その全てを素っ気なく断っているなど、同性はもちろん、異性に対する関心も皆無。一方で、ラーメンがらみであれば初対面の人間だろうと敬遠している悠だろうと行動を共にすることがある。また、成り行きとはいえ、迷子になったドイツ人の女の子ハナを母親を見つけるまで保護したり、美沙の幼い弟と公園で砂遊びをしたりするなど面倒見の良い一面もある。
ラーメンに関する知識とこだわりは他の追随を赦さず、突発的にご当地ラーメンが食べたくなると現地まで赴くなど行動力と執着心は高い。家系や変わり種のラーメンはもちろん、それほど得意ではないが激辛系のラーメンも好み。
華奢な体躯に反し、無類の大食漢。しかし、当の本人はその自覚がまったくなく、大食いメニューには挑戦しない。また、食べるのは得意だが、作るのはインスタントの袋麺ですら失敗するという料理ベタでもある。
朝から何も食べないでいると昼には力尽きて倒れるほどエネルギー代謝が良い。
東北旅行としてラーメンを食べに行ったことにより疲労で実力が振るわず一度は追試を受ける羽目になったが、基本的に成績は優秀。また理由は不明だがドイツ語も堪能である。
ラーメンを販売している飲食店なら基本的にどこでも来店しており、ラーメン専門店や中華料理店はもちろん、回転ずし店（サイドメニューのラーメンをメインにして寿司も食べる）や大衆食堂やファミリーレストランなど主力メニューがラーメンではない店でも、ラーメンを提供していればどこにでも行く。
遠いところでは、日本でも展開している大手ハンバーガーチェーン（ただし日本国内の店舗ではラーメンを販売していない）のハワイ店でラーメンを食べたこともある。
ラーメンの派生形の麺類（冷やし中華、担々麺、広東麺、チャンポンなど）も、それぞれラーメンの一種として愛好している。
食事は基本的に全てラーメンで済ませ、栄養も含めラーメンを中心に摂取している。ラーメン以外で口にするものはラーメンが食べられる店で注文できる付け合わせメニュー（ご飯などの主食類や餃子などのサイドメニュー）がほとんどで、スイーツですらラーメン店で食べて満たす。
異常に偏った食生活を送っているが、夏は冷やしラーメンを食べ、大阪に来たときはたこ焼きを食べる、といった一般的な季節感と趣向は持ち合わせている。
気に入った店があると何度も来店して店の仕組みまで完璧に把握するが、営業日を間違えて定休日に行ってしまうこともある。
ラーメン店の行列の複数人の内の1人だけが全員分の場所取りをしていることについては、悠が抗議した時に冷ややかにたしなめている。
ラーメンの思い出をおぼろげな記憶で断片的に伝えるだけでも店舗やラーメンのメニューを全て的確に当てて誘って連れて行く優しい一面もある。
ドラマ版において登場するラーメン店の一部では店主と顔見知りとなっており、積極的にではないが新メニューの相談にも応じることもある。
大澤悠（おおさわ ゆう）
声 - 佐倉綾音 / 演 - 美山加恋（初代）、井頭愛海（二代目）
本作の準主人公。身長160cm、血液型O型、しし座、家族構成は両親と兄。
小泉さんのクラスメイト。ショートカットが魅力的なボーイッシュな美少女。明るく活発な性格で友人も多い。一方、昔から可愛いもの（他の女子、ファンシーグッズ）が大好きなど、乙女チックな面も備えている。
特にクールビューティな小泉さんと仲良くなることに異常な執着心を見せる。その入れ込みっぷりは新幹線に乗って名古屋駅に停車した際、小泉さんを見かけたというだけで後先を考えず行動した結果、ほぼ文無しで見知らぬ土地で迷子になるほどで、通常もストーカー的に彼女と行動を共にしているが大抵はスルーされている。それでもめげずに小泉さんと交流を持とうとするが、小泉さんの連絡先を知ったのが、美沙、潤に次いで最後だったことは本人もショックを隠せなかった。
両親が共働きしている影響で料理が得意。幽霊部員だが家庭科部所属である。
普段は小泉さんに煙たがられているが、小泉さんが店の営業日を間違えて定休日に来てしまって店の前で絶望と空腹で倒れていたところに通りがかり、自分の家に運び込んで自作のラーメンをご馳走した際は彼女から感謝されている。そのとき振る舞った家庭風アレンジラーメンは彼女を唸らせる出来だった。
子供のころに大阪で食べたおいしいラーメン（実は「おいしいラーメン」というメニュー名のラーメン）の記憶をもとに、その味を再現して小泉さんを籠絡しようと試みた際、味の再現はうまくいかなかったが、ラーメンの匂いで偶然通りがかった小泉さんが本当に釣れたことがある。その後、そのラーメンを特定した小泉さんの案内で東京の支店に食べに行くなど、ラーメンを介してなら小泉さんと積極的なコミュニケーションを取れるようになりつつあるが、親しい友人まで発展はしていない。
アニメ版ではストーカー的な面がより強調され、部屋には大量の小泉さんの写真が飾ってあったり、嫉妬する場面も呪いをかけるように連呼したりするなどしている。
中村美沙（なかむら みさ）
声 - 鬼頭明里 / 演 - 古畑星夏（初代）、田鍋梨々花（二代目）
小泉さんのクラスメイト。身長153cm、血液型A型、家族構成は両親と弟3人。小柄でツインテールが特徴。
愛らしい見た目で普通にモテるのだが、「もう彼氏がいるだろう」と思われて告白されないタイプ。
当初は小泉さんに対して多少の苦手意識というより強い嫉妬心と対抗心を持っていたが、本意でないにせよ一緒にラーメンを食べたのを機に仲良くなり、最初のメル友になった。実は激辛マニア。美容に関しては博識。弟のうち1人はケンタという名前で中学生。
弟は年齢順にケンタ シンタ リンタ（シンタとリンタは双子）
高橋潤（たかはし じゅん）
声 - 原由実 / 演 - 田中美麗（初代）、井本彩花（二代目）
小泉さんのクラスメイト。身長158cm、血液型A型、母子家庭で一人っ子。母親（声 - 勝生真沙子）は出版社で編集の仕事をしている。外ハネした長髪に眼鏡をかけた少女。
クラス委員長を務めており、小泉さんを含むみんなからは委員長と呼ばれている。テストでは学年上位に入る才女。「眼鏡が曇るから」という理由で熱々の麺系を食べるのが苦手であったが小泉さんとの交流で克服し、他の二人同様積極的に麺類を食べている。小泉さんを食事に誘った時、断られることはなかった。
ドラマには通常放送では登場しなかった（2話に潤という名前の男子生徒が出てくるが、関連はない）が、2016年のスペシャルにて初登場し、ドラマのオリジナルキャラクターである喜多方の娘（苗字が違うのは潤の母とは離婚しているため）という設定が加えられている。さらにラーメン嫌いの理由も、父親の極度のラーメン好きのせいとなった。

### その他の人物
大澤修（おおさわ しゅう）
声 - 中村悠一、三宅麻理恵（子供）
悠の実兄。大学2年生。身長178cm、血液型O型。
新宿の居酒屋でアルバイトをしており、深夜シフト後の朝帰り中に小泉さんと遭遇したことがあり、その後も何度か小泉さんに出くわしているがお互い覚えていない。バイト代で悠に夕飯を奢るなど、兄妹仲は良好。
アニメ版では、絢音の引っ越しを手伝いに悠と共に来阪した時、小泉さんが絢音と一緒にいたことから初めて小泉さんが悠のクラスメートだと知る。
大澤絢音（おおさわ あやね）
声 - 植田佳奈 / 演 - 夏菜
悠の従姉。25歳。身長164cm、血液型O型、家族構成は両親と兄姉。
小泉さんが大阪でラーメンめぐりをしている際に知り合った。生まれた時からずっと大阪にいたのだが、このたび大阪で勤めていた会社を辞め、今後は東京の食品メーカーで働くことになる。
悠と兄・修が彼女の引っ越しを手伝いに来る日、大阪市内をぶらついていた時に偶然ナンパされた小泉さんを助けた後、小泉さんを気に入ってしまい、小泉さんの「ラーメン店ツアー」に押しかけ同伴する。彼女の姓を聞いて、小泉さんは悠の親戚だと気付いた。その後も小泉さんと交流を深め、悠の嫉妬を買っている。
山田先生（やまだせんせい）
声 - 豊崎愛生
小泉さん達のクラス担任。
小川乃愛（おがわ のあ）
演 - 木﨑ゆりあ
北海道から転校してきた編入生。ただし、小泉さん達はB組で、乃愛はC組。
おとなしい性格でクラスメートになじめず、一人で昼食に弁当として持参したラーメンサラダを食べていることがきっかけで小泉さんや悠と知り合う。
7巻で水泳部に所属していることが判明、そこのロッカーを無断で使用している小泉さんにつけられて口止めのラーメン懐石をごちそうになる。このときに着ていたワンピースドレスはモノクロだと黒系に見えるがカラーでは赤系の割と派手な物と推測される。
ハナ
声 - 加隈亜衣
ラーメン博物館で小泉さんが知り合った迷子の少女。ドイツ人で、母親（声 - 片石千春）がいる。
小泉さんを気に入り、小泉さんにラーメンをご馳走になった（店の人は黄髪の小泉さんを衣装のこともあってか彼女の家族と勘違いしたらしい）。その回の次回予告では今でも小泉さんと交流を深めている様子。
中谷
声 - 江口拓也
修の友人。彼女持ち。名前はアニメ版で判明。
小林
声 - 福山潤
修の友人。ラーメンとライスの組み合わせに抵抗感を示していたが、家系ラーメンをライスと共に食べてからは周りに「家系男子」と呼ばれるほどのめり込んだ。名前はアニメ版で判明。
高木
声 - 竹内良太
修の友人。目が髪で隠れている。
中村 ケンタ（なかむら ケンタ）
声 - 小平有希
美沙の弟。丸刈り頭の中学生。

## 書誌情報

### 竹書房
- 鳴見なる『ラーメン大好き小泉さん』竹書房〈バンブーコミックス〉、全11巻
  1. 2014年10月21日発行（2014年10月7日発売[37]）、ISBN 978-4-8124-8798-3
  2. 2015年2月28日発行（2015年2月14日発売[38]）、ISBN 978-4-8019-5084-9
  3. 2015年10月21日発行（2015年10月7日発売[39]）、ISBN 978-4-8019-5361-1
  4. 2016年6月17日発売[40]、ISBN 978-4-8019-5559-2
  5. 2017年3月30日発売[41]、ISBN 978-4-8019-5797-8
  6. 2018年1月30日発売[42]、ISBN 978-4-8019-6166-1
  7. 2018年11月30日発売[43]、ISBN 978-4-8019-6453-2
  8. 2019年9月30日発売[44]、ISBN 978-4-8019-6752-6
  9. 2020年8月28日発売[45]、ISBN 978-4-8019-7041-0
  10. 2021年9月30日発売[46]、ISBN 978-4-8019-7418-0
  11. 2023年7月11日発売[47]、ISBN 978-4-8019-8090-7

2015年8月には『まんがライフセレクション』（竹書房）から書き下ろしエピソードなどを収録した『ラーメン大好き小泉さん増刊号』が発売。2017年12月にも描き下ろし漫画、テレビアニメ特集を収録した『ラーメン大好き小泉さん増刊号』が発売。また、2018年1月30日に竹書房から公式アンソロジーが発売されている（ISBN 978-4-8019-6167-8）。2022年7月29日には、廉価版のコンビニコミック『ラーメン大好き小泉さん 特盛 』が発売された（ISBN 978-4-8019-7707-5）。

### 秋田書店
秋田書店の新装版単行本各巻の帯には、ラーメン好きの著名人や他作品のキャラクターによるコメントが載っている。
- 鳴見なる『ラーメン大好き小泉さん』秋田書店〈少年チャンピオン・コミックス〉、既刊13巻（2025年4月8日現在）
  1. 2024年10月8日発売[51]、ISBN 978-4-253-29255-9　帯コメント - 早見あかり（ドラマ 初代・小泉さん役）
  2. 2024年10月8日発売[52]、ISBN 978-4-253-29256-6　帯コメント - 田中貴（サニーデイ・サービス）
  3. 2024年10月8日発売[53]、ISBN 978-4-253-29257-3　帯コメント - ファインモーション（ウマ娘 プリティーダービー）
  4. 2024年10月8日発売[54]、ISBN 978-4-253-29258-0　帯コメント - SUSURU
  5. 2024年11月8日発売[55]、ISBN 978-4-253-29259-7　帯コメント - 有野晋哉（よゐこ）
  6. 2024年11月8日発売[56]、ISBN 978-4-253-29260-3　帯コメント - 桜田ひより（ドラマ 二代目・小泉さん役）
  7. 2024年11月8日発売[57]、ISBN 978-4-253-29711-0　帯コメント - トミタ栞
  8. 2024年11月8日発売[58]、ISBN 978-4-253-29712-7　帯コメント - 加藤諒
  9. 2024年12月6日発売[59]、ISBN 978-4-253-29713-4　帯コメント - 斉藤円香（OCHA NORMA・リーダー）
  10. 2024年12月6日発売[60]、ISBN 978-4-253-29714-1　帯コメント - 高柳明音
  11. 2024年12月6日発売[61]、ISBN 978-4-253-29715-8　帯コメント - 齊藤京子
  12. 2024年12月6日発売[62][63]、ISBN 978-4-253-29716-5 / ISBN 978-4-253-29717-2（特装版）　帯は1年以上ぶりの新刊を告知する内容で、帯コメントはなし
  13. 2025年4月8日発売[64]、ISBN 978-4-253-29718-9　帯コメント - 芹沢達也（らーめん再遊記）

## テレビドラマ
2015年6月27日から7月18日まで毎週土曜23:40 - 翌0:05に、フジテレビ系の「土ドラ」枠で放送され、主人公の小泉さんを早見あかりが演じた。なお、番組のメイン協賛スポンサーでもある楽天モバイルとのコラボレーションコマーシャル（インフォマーシャル）が放送された。
2016年1月4日の23:30 - 翌0:30に『2016新春SP』が、同年12月30日の0:35 - 1:35（29日深夜）に『2016年末SP』が、2019年4月5日の23:00 - 翌0:10に『2019春SP』が放送された。
2020年3月27日には、全キャストを一新した新作『ラーメン大好き小泉さん 二代目!』が放送された。フジテレビの編成企画の赤池洋文の話によれば、主演の早見から小泉さん役の卒業の申し出を受けたといい、早見の後任として桜田ひよりが務めることが分かった。早見本人にも何らかの役で出演してもらえることとなったという。また早見以外の旧メインキャスト3人も、出演することが決まった。
2022年1月8日には、『ラーメン大好き小泉さん 二代目!2022年新春SP』が土曜14:45 - 15:55（『土曜ワイド』第2部）で放送された。

### キャスト
- 小泉さん - 早見あかり（『2019春SP』まで） / 桜田ひより（『二代目』）[69]
- 大澤悠 - 美山加恋（『2019春SP』まで）/ 井頭愛海（『二代目』）[18]
- 中村美沙 - 古畑星夏（『2019春SP』では留学中の設定で登場は写真のみ） / 田鍋梨々花（『二代目』）[18]
- 高橋潤（2016新春SP以降） - 田中美麗（SUPER☆GiRLS、『2019春SP』まで） / 井本彩花（『二代目』）[18]
- 尾道 - 小野ゆたか（『2016年末SP』まで）
- 荻窪 - 田中英樹（『2019春SP』まで）
- 喜多方 - 村松利史（『2019春SP』まで）

#### 2016新春SP
- 鳴門光圀 - 成田凌
- 煮干山薫子 - 中田青渚
- 蓮華川小麦 - 加藤果林

#### 2019春SP
- 小川乃愛 - 木﨑ゆりあ[71]
- 大澤絢音 - 夏菜
- ロングアイランド - 長嶋一茂
- 白河 - 小宮浩信（三四郎）

#### 二代目!
- 担任教師 - 大貫勇輔
- Denny'sの客 - 寺門ジモン
- 饗 くろ㐂の客 - ミルクボーイ（駒場孝、内海崇）
- Denny'sの子連れ客 - お〜い!久馬
- クラスメート - 小日向流季
- 大泉さん - 早見あかり
- 大泉さんの友人達 - 美山加恋、古畑星夏、田中美麗
- 謎の女性 - 浅野ゆう子

#### 二代目! 2022年新春SP
- 隼人 - 小宮璃央
- 担任の先生 - 金剛地武志
- 生活指導の先生 - お〜い!久馬

### スタッフ
- 監督 - 松木創
- 脚本 - 久馬歩、阿相クミコ
- 主題歌 - こぶしファクトリー「ラーメン大好き小泉さんの唄」[72]（zetima/UP-FRONT WORKS）（『二代目』まで）/ OCHA NORMA「ラーメン大好き小泉さんの唄（UP-FRONT WORKS）（『二代目! 2022年新春SP』）
- プロデューサー - 久松大地（『2019春SP』まで） / 芳川茜（『二代目』） / 赤池洋文、久松大地（『二代目! 2022年新春SP』）
- 演出 - 松木創、池辺安智 / 松木創（『二代目! 2022年新春SP』）
- 編成企画 - 赤池洋文
- 制作 - フジテレビ
- 制作著作 - 共同テレビ

### 放送日程
| 各話       | サブタイトル                  | 放送日         | 今回のラーメン屋 | 脚本              | 演出            |
| ---------- | ----------------------------- | -------------- | --- | ----------------- | --------------- |
| 一杯目     | 二郎 ラーメン二郎VS小泉さん   | 2015年6月27日  | 金色不如帰 ラーメン二郎 八王子野猿街道店2 | 久馬歩 阿相クミコ | 松木創 池辺安智 |
| 二杯目     | 北極 蒙古タンメンVS小泉さん   | 2015年7月04日  | らぁめん ほりうち 新橋店 蒙古タンメン中本 目黒店 | 久馬歩 阿相クミコ | 松木創 池辺安智 |
| 三杯目     | 行列 大行列の人気店VS小泉さん | 2015年7月11日  | パイナップルラーメン屋さん パパパパパイン Japanese Soba Noodles 蔦 | 久馬歩 阿相クミコ | 松木創 池辺安智 |
| 四杯目     | 転校 別れる友に贈る涙の一杯   | 2015年7月18日  | 天下一品 高円寺店 ソラノイロ | 久馬歩 阿相クミコ | 松木創 池辺安智 |
| スペシャル | 2016新春SP                    | 2016年1月04日  | 与ろゐ屋 麺屋 はなび 新宿店 一条流がんこラーメン 総本家 麺や 七彩 八丁堀店 麺劇場 玄瑛 六本木店 薬膳ラーメン ドラゴン 萬福                                                         | 久馬歩 阿相クミコ | 松木創          |
| スペシャル | 2016年末SP                    | 2016年12月30日 | 新横浜ラーメン博物館 （支那そばや、無垢 -muku- ツヴァイテ） 製麺rabo 創作麺工房 鳴龍 〜NAKIRYU〜 らぁ麺 やまぐち 真鯛ラーメン 麺魚 ラーメン 厚木家 ラーメン 巌哲 中華そば べんてん | 久馬歩            | 松木創          |
| スペシャル | 2019年春SP                    | 2019年4月05日  | SOBA HOUSE 金色不如帰 新宿御苑本店 中華蕎麦にし乃 福寿 すみれ 横浜店 麺や 河野 銀座 八五 なんでんかんでん 中華蕎麦とみ田 松戸富田麺絆                                              | 久馬歩 阿相クミコ | 松木創          |
| スペシャル | 二代目!                       | 2020年3月27日  | 自家製麺NO.11 ラーメン巌哲 灼味噌らーめん 八堂八 饗 くろ㐂 Denny's すごい煮干ラーメン凪 カラシビ味噌らー麺 鬼金棒 荻窪中華そば春木屋                                               | 久馬歩 阿相クミコ | 松木創          |
| スペシャル | 二代目! 2022新春SP            | 2022年1月8日   | ホープ軒 カネキッチン ヌードル 中華ソバ伊吹 神楽坂飯店 頑者本店 麵創庵砂田 | 久馬歩 阿相クミコ | 松木創          |

| フジテレビ系列 土ドラ              | フジテレビ系列 土ドラ                            | フジテレビ系列 土ドラ               |
| 前番組                             | 番組名                                           | 次番組                              |
| ---------------------------------- | ------------------------------------------------ | ----------------------------------- |
| 妄想彼女 (2015年5月23日 - 6月20日) | ラーメン大好き小泉さん (2015年6月27日 - 7月18日) | ブスと野獣 (2015年8月2日 - 9月19日) |

### スピンオフドラマ
『ラーメン意外と好きかも大澤さん』のタイトルでYouTubeにて2015年7月13日に配信。主演は美山加恋。

## テレビアニメ
2018年1月より3月までAT-X、TOKYO MX、BS11、毎日放送にて放送された。テレビドラマ版と同様、実在の店舗やインスタントラーメンが多数登場するうえ、エンディングで協力した店舗やメーカーもクレジットされている。

### スタッフ（アニメ）
- 原作 - 鳴見なる[73]
- 監督 - セトウケンジ[73]
- シリーズ構成 - 髙橋龍也[73]
- キャラクターデザイン - 谷拓也[73]
- プロップデザイン - コレサワシゲユキ、灯夢
- ラーメン作画監督 - 山口菜
- 美術監督 - 若林里紗[17]
- 美術設定 - 小山真由子
- 色彩設計 - 松山愛子[17]
- 撮影監督 - 浅黄康浩[17]
- 編集 - 三嶋章紀[17]
- 音響監督 - 本山哲[17]
- 音楽 - 田中貴、細野しんいち[17]
- 音楽プロデューサー - 福田正夫[17]、西辺誠
- 音楽制作 - フライングドッグ[17]
- プロデューサー - 重成幸生、黒須信彦、木村淳、尾留川宏之、吉田博、渡瀬昌太、尾崎源太、竹中信広、石橋諒一、齋藤宙央、小澤文啓、若林周
- アニメーションプロデューサー - 富岡哲也
- アニメーション制作 - Studio五組、AXsiZ[17]
- 製作  - 「ラーメン大好き小泉さん」製作委員会[17]

### 主題歌
「FEELING AROUND」
鈴木みのりによるオープニングテーマ。作詞・作曲は三原康司、編曲は田中ユウスケ、立崎優介、近藤隆史、ホーン編曲は田中ユウスケ、武嶋聡。
「LOVE MEN HOLIC」
西沢幸奏によるエンディングテーマ。作詞は西沢、作曲・編曲はWEST GROUND。
エンディング映像には歌詞字幕が表示される。また、映像の前半は即席麺のテレビCMとテレビジョン受像機の進化の歴史を振り返る形式になっている。

### 各話リスト
| 話数     | サブタイトル             | 脚本       | 絵コンテ            | 演出         | 作画監督                                                                                         | 総作画監督             |
| -------- | ------------------------ | ---------- | ------------------- | ------------ | ------------------------------------------------------------------------------------------------ | ---------------------- |
| 一杯目   | ヤサイマシニンニクカラメ | 髙橋龍也   | セトウケンジ        | セトウケンジ | 高橋成之 小関雅                                                                                  | 谷拓也                 |
| 一杯目   | まーゆ                   | 髙橋龍也   | セトウケンジ        | セトウケンジ | 高橋成之 小関雅                                                                                  | 谷拓也                 |
| 一杯目   | こってり                 | 髙橋龍也   | セトウケンジ        | セトウケンジ | 高橋成之 小関雅                                                                                  | 谷拓也                 |
| 二杯目   | 北極                     | 髙橋龍也   | 小野学              | 藏本穂高     | 西田美弥子 はっとりますみ 小橋陽介                                                               | 桜井正明 谷拓也        |
| 二杯目   | コココココイズミサン     | 髙橋龍也   | 小野学              | 藏本穂高     | 西田美弥子 はっとりますみ 小橋陽介                                                               | 桜井正明 谷拓也        |
| 三杯目   | サイミン                 | 髙橋龍也   | 小野学              | 中村近世     | 門智昭                                                                                           | 谷拓也                 |
| 三杯目   | 味集中カウンター         | 髙橋龍也   | 小野学              | 中村近世     | 門智昭                                                                                           | 谷拓也                 |
| 三杯目   | 即席麺                   | 髙橋龍也   | 小野学              | 中村近世     | 門智昭                                                                                           | 谷拓也                 |
| 四杯目   | ようしょくてん           | 浦畑達彦   | セトウケンジ        | 村田尚樹     | 山村俊了 はっとりますみ                                                                          | 桜井正明               |
| 四杯目   | 赤or白                   | 浦畑達彦   | セトウケンジ        | 村田尚樹     | 山村俊了 はっとりますみ                                                                          | 桜井正明               |
| 四杯目   | コンビニ                 | 浦畑達彦   | セトウケンジ        | 村田尚樹     | 山村俊了 はっとりますみ                                                                          | 桜井正明               |
| 五杯目   | トマトラーメン           | 髙橋龍也   | 小野学              | 藏本穂高     | こかいゆうじ 高橋成之                                                                            | 谷拓也 小関雅          |
| 五杯目   | ミドリムシ               | 髙橋龍也   | 小野学              | 藏本穂高     | こかいゆうじ 高橋成之                                                                            | 谷拓也 小関雅          |
| 五杯目   | 行列                     | 髙橋龍也   | 小野学              | 藏本穂高     | こかいゆうじ 高橋成之                                                                            | 谷拓也 小関雅          |
| 六杯目   | 朝ラーメン               | 浦畑達彦   | 小野学              | 間島崇寛     | 飯飼一幸 大髙雄太 小関雅                                                                         | 桜井正明 谷拓也 小関雅 |
| 六杯目   | 冷やし                   | 浦畑達彦   | 小野学              | 間島崇寛     | 飯飼一幸 大髙雄太 小関雅                                                                         | 桜井正明 谷拓也 小関雅 |
| 六杯目   | 博物館                   | 浦畑達彦   | 小野学              | 間島崇寛     | 飯飼一幸 大髙雄太 小関雅                                                                         | 桜井正明 谷拓也 小関雅 |
| 七杯目   | 全国                     | 髙橋龍也   | 田所修              | 村田尚樹     | 山村俊了 服部益実 一ノ瀬結梨 高橋成之 小橋陽介 大庭小枝                                          | 谷拓也 小関雅          |
| 八杯目   | ご当地袋麺               | 関根アユミ | 大嶋博之            | 藏本穂高     | こかいゆうじ 高橋成之 小関雅                                                                     | 桜井正明 谷拓也 小関雅 |
| 八杯目   | 家系                     | 関根アユミ | 大嶋博之            | 藏本穂高     | こかいゆうじ 高橋成之 小関雅                                                                     | 桜井正明 谷拓也 小関雅 |
| 九杯目   | 山                       | 浦畑達彦   | 小野学              | 栗井重紀     | 栗井重紀 大河原晴男                                                                              | 谷拓也 小関雅          |
| 九杯目   | 豚野郎                   | 浦畑達彦   | 小野学              | 栗井重紀     | 栗井重紀 大河原晴男                                                                              | 谷拓也 小関雅          |
| 九杯目   | 背脂                     | 浦畑達彦   | 小野学              | 栗井重紀     | 栗井重紀 大河原晴男                                                                              | 谷拓也 小関雅          |
| 十杯目   | 未知味の拉麺             | 関根アユミ | 小野学              | 村田尚樹     | 片岡英之 石田啓一 中田知里 山本正嗣 坂口蒼星 服部憲知 大高雄太 小関雅 小橋陽介 大庭小枝 大西陽一 | 桜井正明 谷拓也        |
| 十杯目   | まわるラーメン           | 関根アユミ | 小野学              | 村田尚樹     | 片岡英之 石田啓一 中田知里 山本正嗣 坂口蒼星 服部憲知 大高雄太 小関雅 小橋陽介 大庭小枝 大西陽一 | 桜井正明 谷拓也        |
| 十杯目   | 挑戦受付中!!             | 関根アユミ | 小野学              | 村田尚樹     | 片岡英之 石田啓一 中田知里 山本正嗣 坂口蒼星 服部憲知 大高雄太 小関雅 小橋陽介 大庭小枝 大西陽一 | 桜井正明 谷拓也        |
| 十一杯目 | おいしいラーメン         | 髙橋龍也   | セトウケンジ 小野学 | 所俊克       | 門智昭 森田実 成松義人 St.Massket 大橋勇吾                                                       | 谷拓也 小関雅          |
| 十一杯目 | 大阪                     | 髙橋龍也   | セトウケンジ 小野学 | 所俊克       | 門智昭 森田実 成松義人 St.Massket 大橋勇吾                                                       | 谷拓也 小関雅          |
| 十二杯目 | 名古屋                   | 髙橋龍也   | セトウケンジ 小野学 | 藏本穂高     | 谷拓也 小関雅 高橋成之 山村俊了                                                                  | 谷拓也 小関雅 桜井正明 |
| 十二杯目 | 再会                     | 髙橋龍也   | セトウケンジ 小野学 | 藏本穂高     | 谷拓也 小関雅 高橋成之 山村俊了                                                                  | 谷拓也 小関雅 桜井正明 |

### 放送局・配信元
| 放送期間               | 放送時間                     | 放送局   | 対象地域   | 備考                                 |
| ---------------------- | ---------------------------- | -------- | ---------- | ------------------------------------ |
| 2018年1月4日 - 3月22日 | 木曜 20:00 - 20:30           | AT-X     | 日本全域   | 製作参加 / CS放送 / リピート放送あり |
|                        | 木曜 22:00 - 22:30           | TOKYO MX | 東京都     | 製作参加 / リピート放送あり          |
| 2018年1月5日 - 3月23日 | 金曜 1:00 - 1:30（木曜深夜） | BS11     | 日本全域   | BS放送 / 『ANIME+』枠                |
| 2018年1月7日 - 3月25日 | 日曜 2:38 - 3:08（土曜深夜） | 毎日放送 | 近畿広域圏 | 『アニメシャワー』第2部              |

| 配信開始日    | 配信時間                   | 配信サイト |
| ------------- | -------------------------- | --- |
| 2018年1月5日  | 金曜 12:00 更新            | dアニメストア dTV |
|               | 金曜 23:30 - 土曜 0:00     | AbemaTV |
| 2018年1月8日  | 月曜 12:00 更新            | MBS動画イズム / MBS動画イズム444 バンダイチャンネル Rakuten TV ひかりTV U-NEXT アニメ放題 GYAO! GYAO!ストア ビデオマーケット ニコニコチャンネル ムービーフル HAPPY!動画 |
| 2018年1月10日 | 水曜 0:00（火曜深夜） 更新 | J:COMオンデマンド |
| 2018年1月11日 | 木曜 0:00（水曜深夜） 更新 | PlayStation Video |
| 2018年1月18日 |                            | TSUTAYA TV |

### BD / DVD
| 巻 | 発売日        | 収録話         | 規格品番 | 規格品番    |
| 巻 | 発売日        | 収録話         | BD       | DVD         |
| -- | ------------- | -------------- | -------- | ----------- |
| 上 | 2018年3月28日 | 第1話 - 第6話  | VTXF-95  | VTBF-201〜3 |
| 下 | 2018年5月30日 | 第7話 - 第12話 | VTXF-96  | VTBF-204〜6 |

## ゲーム
『ラーメン大好き小泉さん 満腹仕込み真心仕立て』のタイトルで2017年12月13日にAndroid・iOS専用アプリとして配信された。略称は『ましまし』。
2019年9月24日にサービス終了。

## コラボレーション
- 東京都港区（京浜急行電鉄品川駅高架下）のラーメンテーマパーク「品達品川」（2020年3月に閉館）にて、2017年4月1日から同年5月31日までスタンプラリー形式のコラボレーションが展開されていた[81]。
- 山形県南陽市内に存在するラーメン店による地域おこしを進める同市の申し入れで、2019年末からコラボレーションが展開されている[82]。